# Мейплз, Марла
Ма́рла Энн Ме́йплз (англ. Marla Ann Maples; род. 27 октября 1963, Долтон, Джорджия, США) — американская актриса и продюсер. Вторая жена 45-го и 47-го президента США Дональда Трампа.

## Биография
Марла Энн Мейплз родилась 27 октября 1963 года в Долтоне, (штат Джорджия, США) в семье Стэна и Энн Мейплз. Она окончила Уитфилдскую северо-западную среднюю школу, где была звездой баскетбольной команды.
После окончания школы в 1981 году, Мейплз приняла участие в нескольких конкурсах красоты. В 1984 году она заняла второе место в конкурсе «Мисс Джорджия».
В 1986 году она начала актёрскую карьеру, дебютом в кино стала небольшая роль в фильме «Максимальное ускорение». В 1996 году снялась в фильме «Приказано уничтожить». Также является кинопродюсером, спродюсировала два фильма: «Судьба мира» (2003) и «Шёпот на ветру» (2005).
Мейплз была ведущей конкурса «Мисс Вселенная» 1996 и 1997 годов, а также конкурса «Мисс США» 1997 года.
8 марта 2016 года стало известно, что Мейплз будет одной из знаменитостей, заявленных для участия в 22-м сезоне «Танцев со звездами». Её партнёром был профессиональный танцор Тони Доволани. Мейплз и Доволани выбыли на 4-й неделе и заняли 10-е место. 11 марта 2016 года Марла стала гостем утреннего ток-шоу «The View».

## Личная жизнь
В 1989 году начала встречаться с бизнесменом Дональдом Трампом. Пара поженилась 20 декабря 1993 года в Нью-Йоркском отеле «Plaza». На церемонии присутствовали 1000 гостей, в том числе Рози О’Доннелл и О. Джей Симпсон. 13 октября 1993 года родила дочь Тиффани Ариану Трамп. Мейплз и Трамп расстались в мае 1997 года и развелись 8 июня 1999 года.

## Избранная фильмография

### Актриса
| Год  |     | Русское название           | Оригинальное название        | Роль              |
| ---- | --- | -------------------------- | ---------------------------- | ----------------- |
| 1986 | ф   | Максимальное ускорение     | Maximum Overdrive            | 2-я женщина       |
| 1987 | ф   | Веселяндия                 | Funland                      | мать              |
| 1989 | с   | Даллас                     | Dallas                       | Мэгги             |
| 1991 | с   | P.S. Люблю тебя            | P.S.I. Luv U                 | Лесли             |
| 1994 | с   | Принц из Беверли-Хиллз     | The Fresh Prince of Bel-Air  | в роли самой себя |
| 1994 | с   | Что-то дикое               | Something Wilder             | Донна             |
| 1996 | ф   | Приказано уничтожить       | Executive Decision           | стюардесса Нэнси  |
| 1996 | с   | Бестолковые                | Clueless                     | покупатель №2     |
| 1997 | с   | Новый Орлеан               | The Big Easy                 | Грейс Белведер    |
| 1997 | с   | Спин-Сити                  | Spin City                    | Дженнифер         |
| 1997 | тф  | Подарки к рождеству        | The Christmas List           | Фейт              |
| 1997 | ф   | И в бедности и в богатстве | For Richer or Poorer         | Синтия            |
| 1998 | с   | Няня                       | The Nanny                    | в роли самой себя |
| 1998 | ф   | Счастье                    | Happiness                    | Энн Шамбо         |
| 1998 | в   | Богатенький Ричи 2         | Ri¢hie Ri¢h's Christmas Wish | миссис Ван Дау    |
| 1999 | тф  | Два сердца                 | Two of Hearts                | Джоан Майклсон    |
| 1999 | с   | Любовь и тайны Сансет Бич  | Sunset Beach                 | Барбара Бирч      |
| 1999 | ф   | Чёрное и белое             | Black and White              | Маффи             |
| 2005 | кор | Затуманенный взгляд        | A Sight for Sore Eyes        | Саманта Блейк     |
| 2006 | ф   | Полюбить Аннабель          | Loving Annabelle             | Лорен             |
| 2007 | в   | Слишком много Рождества    | A Christmas Too Many         | Джун              |
| 2010 | ф   | Нянька на Рождество        | A Nanny for Christmas        | Бренди            |
| 2012 | кор |                            | Blue Gemini                  | Марла             |
| 2014 | с   | Лив и Мэдди                | Liv and Maddie               | Эми Бейкер        |
| 2019 | с   | Праведные Джемстоуны       | The Righteous Gemstones      | Гай Нэнси         |
| 2021 | ф   |                            | Switching Lanes              | Стейси Джефферсон |
| 2021 | ф   |                            | The Birthday Cake            | тётя Эмма         |

### Продюсер
- 2003 — Судьба мира / Destiny of Peace
- 2005 — Шёпот на ветру / Whispers in the Wind